# Maria Panagiotou

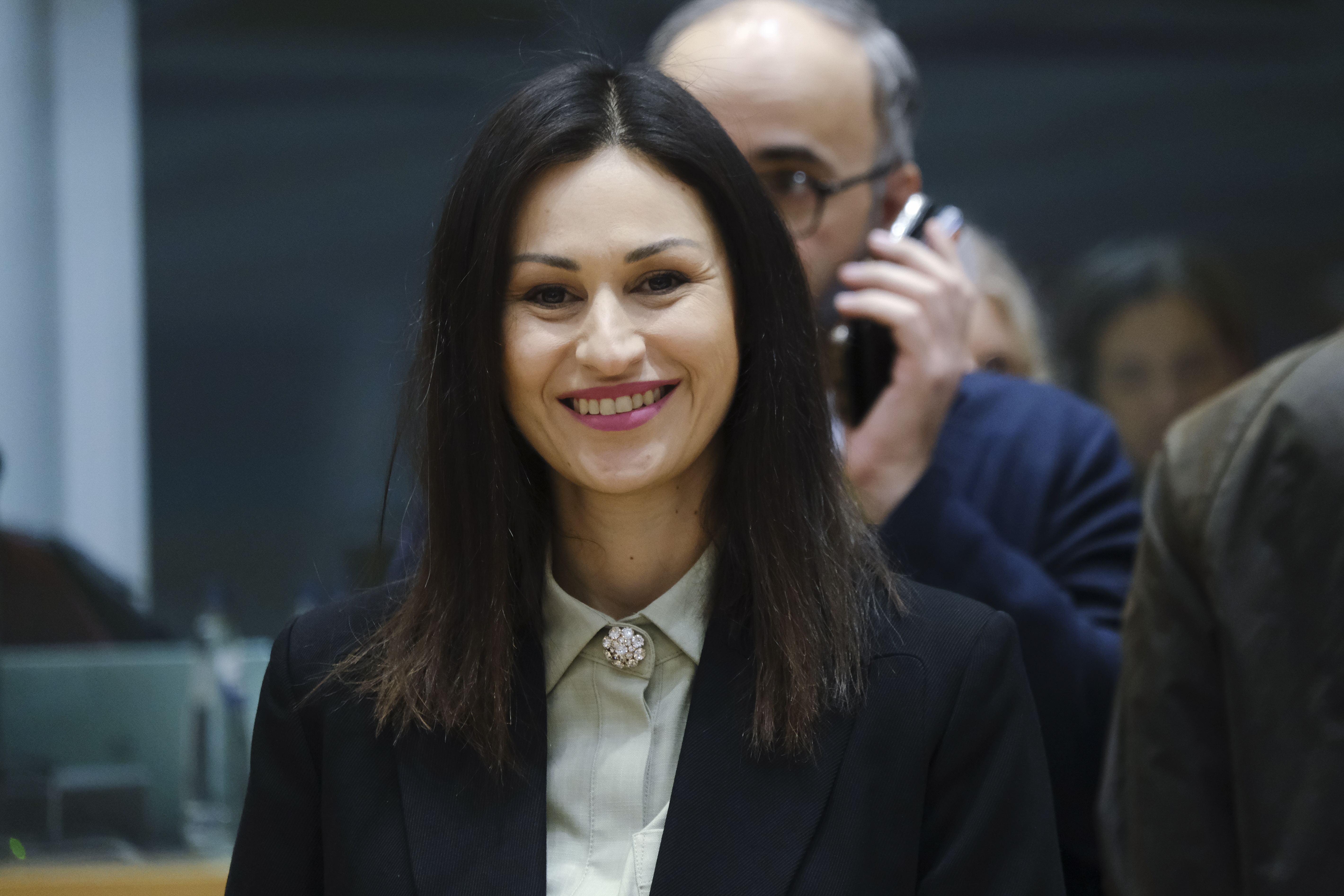
Maria Panagiotou (2024)

Maria Panagiotou (griechisch Μαρία Παναγιώτου; * 5. Juni 1982 in Larnaka) ist eine zyprische Politikerin, die seit Januar 2024 Landwirtschaftsministerin der Republik Zypern im Kabinett von Nikos Christodoulidis ist.

## Leben und Karriere
Maria Panagiotou ist die Tochter von Ifigenia Kossifou und Michalis Panagiotou. Ihre Familie stammt aus Famagusta und lebt in Larnaka. Nach der Schule studierte sie Geschichte und Archäologie an der Universität Zypern und schloss ihr Studium 2004 mit Auszeichnung ab. Anschließend setzte sie ihre Studien an der University of Birmingham mit dem Schwerpunkt moderne ostmediterrane Geschichte fort. Von 2007 bis 2010 arbeitete sie beim Projekt „Cyprus File“ an der Universität Zypern mit. Sie promovierte 2017 an ihrer Alma Mater in Moderner und Zeitgenössischer Geschichte mit dem Schwerpunkt der Wirtschaftsgeschichte und arbeitete anschließend bis 2022 als wissenschaftliche Mitarbeiterin im Fachbereich für Geschichte und Archäologie der Universität von Zypern, wo sie Wirtschaftsgeschichte lehrte.
Von März 2016 bis Februar 2023 war sie Leiterin der Pressestelle der Partei Kinima Sosialdimokraton sowie Pressesprecherin der Partei. Sie trat von diesem Posten zurück, als sie im März 2023 zur Umweltkommissarin ernannt wurde. Zehn Monate später, im Januar 2024, übernahm Maria Panagiotou das Ministerium für Landwirtschaft, ländliche Entwicklung und Umwelt Zyperns (Υπουργείο Γεωργίας, Αγροτικής Ανάπτυξης και Περιβάλλοντος). In dieser Funktion ernannte sie die Unterstützung ländlicher Gemeinden zu einem wichtigen Ziel, damit sie lebendige Zentren der wirtschaftlichen, sozialen und kulturellen Entwicklung blieben, die Landwirtschaft, Tourismus und den Schutz unserer Umwelt miteinander verbinden. Außerdem wurde unter ihrer Ägide angesichts des Wassermangels und des Klimawandels in Zypern 2025 zum ersten Mal ein nationaler Investitionsplan für Wasserprojekte ausgearbeitet, der Projekte im Wert von über 1,17 Milliarden Euro umfasste. Zu diesem Plan gehören vier mobile Entsalzungsanlagen, die Erweiterung der Kapazität bestehender Entsalzungsanlagen, die Nutzung von Bohrlöchern, der Bau von zwei permanenten Entsalzungsanlagen, die erneuerbare Energiequellen nutzen und anderes.
Maria Panagiotou veröffentlichte zahlreiche wissenschaftliche Artikel über die Häfen und den Hafenausbau sowie deren wirtschaftliche Entwicklung in Zypern, unter anderem in der Zeitschrift European History Quarterly und brachte ihr Wissen bei internationalen Fachtagungen ein.
Sie ist Mutter eines Sohns.